# Polesella
Polesella – miejscowość i gmina we Włoszech, w regionie Wenecja Euganejska, w prowincji Rovigo.
Według danych na rok 2004 gminę zamieszkuje 3957 osób, 247,3 os./km².